# レイリー・プレセット方程式

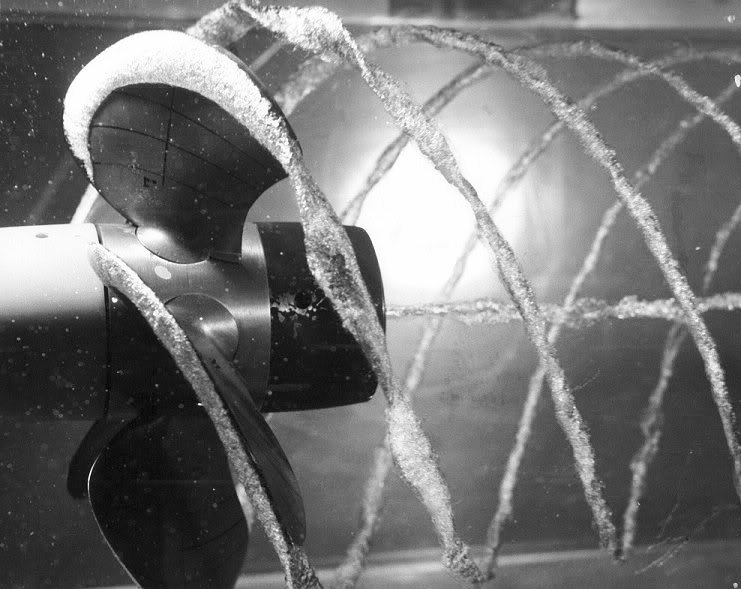
レイリー・プレセット方程式はこの写真のプロペラ後部に発生しているような、キャビテーションで発生した気泡の研究によく応用される。

流体力学においてレイリー・プレセット方程式（レイリー・プレセットほうていしき、英語: Rayleigh–Plesset equation）とは、無限遠点まで満たされた液体内における球形の気泡の動力学を記述する常微分方程式である 。
この方程式は一般的には次のように書かれる:
{\displaystyle {\frac {P_{B}(t)-P_{\infty }(t)}{\rho _{L}}}=R{\frac {d^{2}R}{dt^{2}}}+{\frac {3}{2}}\left({\frac {dR}{dt}}\right)^{2}+{\frac {4\nu _{L}}{R}}{\frac {dR}{dt}}+{\frac {2S}{\rho _{L}R}}}
ここで、
{\displaystyle P_{B}(t)}は気泡内部の圧力(均一とする)
{\displaystyle P_{\infty }(t)}は気泡外部の無限遠点における圧力
{\displaystyle \rho _{L}}は気泡外部の液体の密度(一定とする)
{\displaystyle R(t)}は気泡の半径
{\displaystyle \nu _{L}}は気泡外部の液体の動粘度(一定とする)
{\displaystyle S}は気泡外部の液体と気泡内部の気体との間の表面張力
である。
{\displaystyle P_{B}(t)}が既知で{\displaystyle P_{\infty }(t)}が与えられているとすると、レイリー・プレセット方程式は時間変動する気泡の半径{\displaystyle R(t)}について解くことができる。
レイリー・プレセット方程式は球対称の仮定の元でナビエ–ストークス方程式から求められる。
この方程式は1917年に表面張力と粘度を無視することで、ジョン・ウィリアム・ストラット (第3代レイリー男爵)によって初めて求められ、1949年にミルトン・スピノザ・プレセットによって初めて移動するキャビテーション気泡に対して応用された。

## 導出
レイリー・プレセット方程式は気泡半径を動的パラメータとして完全に第一原理で求められる。
時間{\displaystyle t}に依存する半径{\displaystyle R(t)}を持つ球面の気泡を考えよう。
温度{\displaystyle T_{B}(t)}および圧力{\displaystyle P_{B}(t)}が均一で均質に分布した水蒸気または気体を含む気泡を仮定する。
気泡外部は一定の密度{\displaystyle \rho _{\mathrm {L} }}、動粘度{\displaystyle \mu _{\mathrm {L} }}で無限の領域に満たされた液体があるとする。
気泡から無限遠点における温度と圧力をそれぞれ{\displaystyle T_{\infty }}、{\displaystyle P_{\infty }(t)}とする。
気泡の中心からの半径方向距離{\displaystyle r}において、圧力{\displaystyle P(r,t)}、温度{\displaystyle T(r,t)}、および外向きの速度{\displaystyle u(r,t)}が液体の変動するパラメータとなる。
ただし、それらの液体のパラメータは気泡の外部{\displaystyle r\geq R(t)}においてのみ定義されることに注意する。

### 質量保存
質量保存の法則により、半径方向の外向きの速度{\displaystyle u(r,t)}は気泡中心からの距離の2乗に反比例するという逆2乗の法則が要求される。
すなわち、{\displaystyle F(t)}を何らかの時間の関数として、 
{\displaystyle u(r,t)={\frac {F(t)}{r^{2}}}}
と表わせる。
気泡表面での質量輸送が無い場合には、表面の速度は
{\displaystyle u(R,t)={\frac {\mathrm {d} R}{\mathrm {d} t}}={\frac {F(t)}{R^{2}}}}
とならなくてはならないので、{\displaystyle F(t)}は
{\displaystyle F(t)=R^{2}{\frac {\mathrm {d} R}{\mathrm {d} t}}}
と求められる。
質量輸送が起こる場合には、気泡内部の質量増加率は
{\displaystyle {\frac {\mathrm {d} m_{V}}{\mathrm {d} t}}=\rho _{V}{\frac {\mathrm {d} V}{\mathrm {d} t}}=\rho _{V}{\frac {\mathrm {d} (4\pi R^{3}/3)}{\mathrm {d} t}}=4\pi \rho _{V}R^{2}{\frac {\mathrm {d} R}{\mathrm {d} t}}}
表される。ここで{\displaystyle V}は気泡の体積である。
もし、{\displaystyle u_{L}}が{\displaystyle r=R}における液体の気泡に対する相対速度とすると、気泡に入り込む質量は
{\displaystyle {\frac {\mathrm {d} m_{L}}{\mathrm {d} t}}=\rho _{L}Au_{L}=\rho _{L}(4\pi R^{2})u_{L}}
で与えられる。ここで、{\displaystyle A}は気泡の表面積である。
すると質量保存{\displaystyle \mathrm {d} m_{v}/\mathrm {d} t=\mathrm {d} m_{L}/\mathrm {d} t}から、{\displaystyle u_{L}=(\rho _{V}/\rho _{L})\mathrm {d} R/\mathrm {d} t}であるから、
{\displaystyle u(R,t)={\frac {\mathrm {d} R}{\mathrm {d} t}}-u_{L}={\frac {\mathrm {d} R}{\mathrm {d} t}}-{\frac {\rho _{V}}{\rho _{L}}}{\frac {\mathrm {d} R}{\mathrm {d} t}}=\left(1-{\frac {\rho _{V}}{\rho _{L}}}\right){\frac {\mathrm {d} R}{\mathrm {d} t}}}
となるので、{\displaystyle F(t)}は
{\displaystyle F(t)=\left(1-{\frac {\rho _{V}}{\rho _{L}}}\right)R^{2}{\frac {\mathrm {d} R}{\mathrm {d} t}}}
と求められる。
多くの場合、液体の密度はその蒸気の密度に比べて大変大きい({\displaystyle \rho _{L}\gg \rho _{V}})ので、{\displaystyle F(t)}は前者の質量輸送の無い場合{\displaystyle F(t)=R^{2}\mathrm {d} R/\mathrm {d} t}に近似され、
{\displaystyle u(r,t)={\frac {F(t)}{r^{2}}}={\frac {R^{2}}{r^{2}}}{\frac {\mathrm {d} R}{\mathrm {d} t}}}
となる。

### 運動量保存
液体がニュートン流体であると仮定すると、極座標における半径方向の運動に対する非圧縮性ナビエ-ストークス方程式は
{\displaystyle \rho _{L}\left({\frac {\partial u}{\partial t}}+u{\frac {\partial u}{\partial r}}\right)=-{\frac {\partial P}{\partial r}}+\mu _{L}\left[{\frac {1}{r^{2}}}{\frac {\partial }{\partial r}}\left(r^{2}{\frac {\partial u}{\partial r}}\right)-{\frac {2u}{r^{2}}}\right]}
と与えられる。
動粘度{\displaystyle \nu _{L}={\frac {\mu _{L}}{\rho _{L}}}}を代入し変形すると
{\displaystyle -{\frac {1}{\rho _{L}}}{\frac {\partial P}{\partial r}}={\frac {\partial u}{\partial t}}+u{\frac {\partial u}{\partial r}}-\nu _{L}\left[{\frac {1}{r^{2}}}{\frac {\partial }{\partial r}}\left(r^{2}{\frac {\partial u}{\partial r}}\right)-{\frac {2u}{r^{2}}}\right]}
ここで質量保存から求めた{\displaystyle u(r,t)}を代入し、
{\displaystyle -{\frac {1}{\rho _{L}}}{\frac {\partial P}{\partial r}}={\frac {2R}{r^{2}}}\left({\frac {\mathrm {d} R}{\mathrm {d} t}}\right)^{2}+{\frac {R^{2}}{r^{2}}}{\frac {\mathrm {d} ^{2}R}{\mathrm {d} t^{2}}}-{\frac {2R^{4}}{r^{5}}}\left({\frac {\mathrm {d} R}{\mathrm {d} t}}\right)^{2}={\frac {1}{r^{2}}}\left(2R\left({\frac {\mathrm {d} R}{\mathrm {d} t}}\right)^{2}+R^{2}{\frac {\mathrm {d} ^{2}R}{\mathrm {d} t^{2}}}\right)-{\frac {2R^{4}}{r^{5}}}\left({\frac {\mathrm {d} R}{\mathrm {d} t}}\right)^{2}}
を得る。
代入の過程で粘性項が消えたことに注意する。
変数分離して、気泡の境界{\displaystyle r=R}から{\displaystyle r\rightarrow \infty }まで積分
{\displaystyle -{\frac {1}{\rho _{L}}}\int _{P(R)}^{P_{\infty }}\mathrm {d} P=\int _{R}^{\infty }\left[{\frac {1}{r^{2}}}\left(2R\left({\frac {\mathrm {d} R}{\mathrm {d} t}}\right)^{2}+R^{2}{\frac {\mathrm {d} ^{2}R}{\mathrm {d} t^{2}}}\right)-{\frac {2R^{4}}{r^{5}}}\left({\frac {\mathrm {d} R}{\mathrm {d} t}}\right)^{2}\right]\mathrm {d} r}
を求めると
{\displaystyle {\frac {P(R)-P_{\infty }}{\rho _{L}}}=\left[-{\frac {1}{r}}\left(2R\left({\frac {\mathrm {d} R}{\mathrm {d} t}}\right)^{2}+R^{2}{\frac {\mathrm {d} ^{2}R}{\mathrm {d} t^{2}}}\right)+{\frac {R^{4}}{2r^{4}}}\left({\frac {\mathrm {d} R}{\mathrm {d} t}}\right)^{2}\right]_{R}^{\infty }=R{\frac {\mathrm {d} ^{2}R}{\mathrm {d} t^{2}}}+{\frac {3}{2}}\left({\frac {\mathrm {d} R}{\mathrm {d} t}}\right)^{2}}
が得られる。

### 境界条件
液体中における気泡の中心から半径方向外向きの垂直応力を{\displaystyle \sigma _{rr}}とする。
球面座標系では、一定の密度および一定の粘度を持つ流体に対して、その垂直応力は
{\displaystyle \sigma _{rr}=-P+2\mu _{L}{\frac {\partial u}{\partial r}}}
と求められる。
ゆえに気泡表面の微小部分では、単位面積当たりの境界の薄い層にかかる力は
{\displaystyle {\begin{aligned}\sigma _{rr}(R)+P_{B}-{\frac {2S}{R}}&=-P(R)+2\mu _{L}\left.{\frac {\partial u}{\partial r}}\right|_{r=R}+P_{B}-{\frac {2S}{R}}\\&=-P(R)+2\mu _{L}{\frac {\partial }{\partial r}}\left({\frac {R^{2}}{r^{2}}}{\frac {\mathrm {d} R}{\mathrm {d} t}}\right)_{r=R}+P_{B}-{\frac {2S}{R}}\\&=-P(R)-{\frac {4\mu _{L}}{R}}{\frac {\mathrm {d} R}{\mathrm {d} t}}+P_{B}-{\frac {2S}{R}}\\\end{aligned}}}
となる。ここで、{\displaystyle S}は表面張力である。
この境界で質量輸送が無いならば、面積当たりのこの力はゼロになる必要があるので、
{\displaystyle P(R)=P_{B}-{\frac {4\mu _{L}}{R}}{\frac {\mathrm {d} R}{\mathrm {d} t}}-{\frac {2S}{R}}}
ゆえに運動量保存の結果から
{\displaystyle {\frac {P(R)-P_{\infty }}{\rho _{L}}}={\frac {P_{B}-P_{\infty }}{\rho _{L}}}-{\frac {4\mu _{L}}{\rho _{L}R}}{\frac {\mathrm {d} R}{\mathrm {d} t}}-{\frac {2S}{\rho _{L}R}}=R{\frac {\mathrm {d} ^{2}R}{\mathrm {d} t^{2}}}+{\frac {3}{2}}\left({\frac {\mathrm {d} R}{\mathrm {d} t}}\right)^{2}}
{\displaystyle \nu _{L}=\mu _{L}/\rho _{L}}で置き換えることで、レイリー・プレセット方程式を得る
{\displaystyle {\frac {P_{B}(t)-P_{\infty }(t)}{\rho _{L}}}=R{\frac {\mathrm {d} ^{2}R}{\mathrm {d} t^{2}}}+{\frac {3}{2}}\left({\frac {\mathrm {d} R}{\mathrm {d} t}}\right)^{2}+{\frac {4\nu _{L}}{R}}{\frac {\mathrm {d} R}{\mathrm {d} t}}+{\frac {2S}{\rho _{L}R}}}
時間についてドット記法を用いると、レイリー・プレセット方程式はより簡潔に書ける
{\displaystyle {\frac {P_{B}(t)-P_{\infty }(t)}{\rho _{L}}}=R{\ddot {R}}+{\frac {3}{2}}\left({\dot {R}}\right)^{2}+{\frac {4\nu _{L}{\dot {R}}}{R}}+{\frac {2S}{\rho _{L}R}}}

## 解

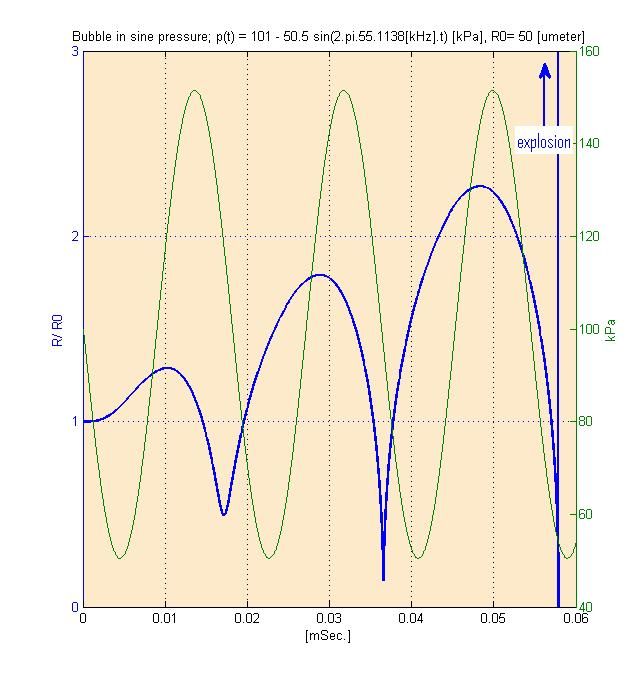
表面張力と粘性項を含むレイリー・プレセット方程式の数値積分の例。初期半径R0=50/umで常圧下で静止した状態を初期状態とし、気泡を固有振動数で振動する圧力(緑線)にさらすことで、気泡が膨張し崩壊する様子が示されている。

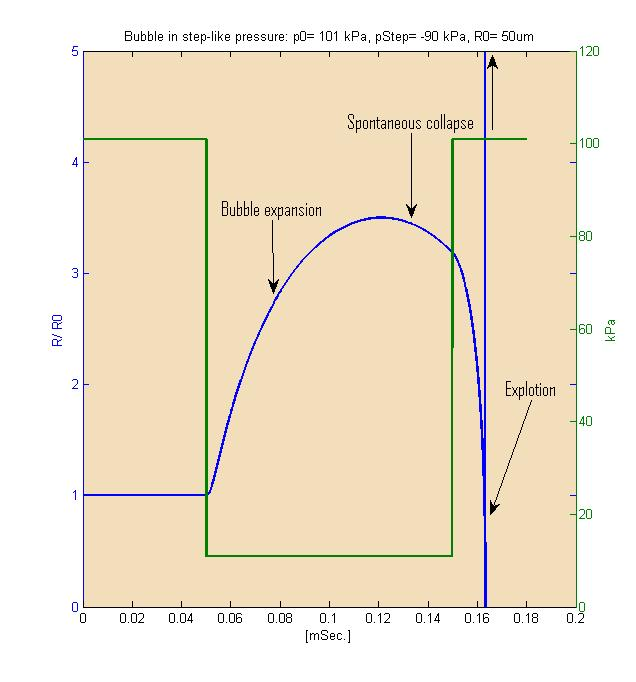
表面張力と粘性項を含むレイリー・プレセット方程式の数値積分の例。初期半径R0=50/umで常圧下で静止した状態を初期状態とし、気泡をステップ状の圧力の降下(緑線)にさらすことで、気泡は膨張し崩壊する様子が示されている。

最近、空または気体で満たされた気泡のレイリー・プレセット方程式に対する解析的閉形式解が見つかり、さらにN次元の場合まで一般化された。
毛細管現象による表面張力が存在する場合も研究されている。
また、表面張力と粘性が無視できる特殊な場合に対して、高次の解析的近似も知られている。
静的な場合、レイリー・プレセット方程式は単純化されてヤング・ラプラス方程式になる:
{\displaystyle P_{B}-P_{\infty }={\frac {2S}{R}}}
気泡の半径と圧力における微小な周期的変化のみが考慮されるときは、レイリー・プレセット方程式から気泡振動の固有振動数が得られる。